# Johan Melander (idrottare)
Johan Melander, född 15 februari 1983, är en svensk före detta fotbollsspelare.
Melanders moderklubb är IFK Timrå. Våren 2001 bytte han klubb till GIF Sundsvall. I maj 2002 lånades Melander tillbaka till IFK Timrå.